# Bundeswehr-Strukturkommission

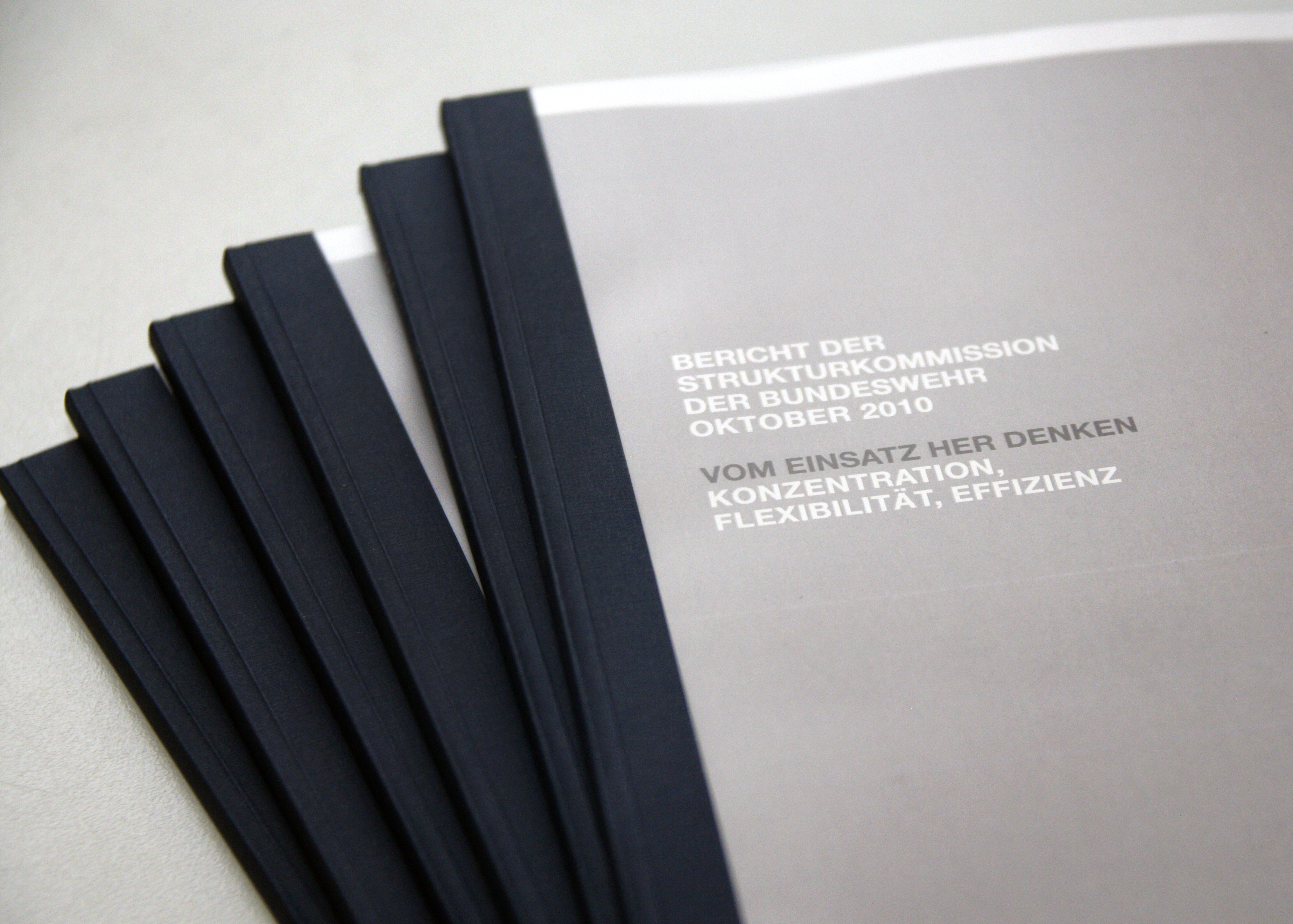
Abschlussbericht der Strukturkommission

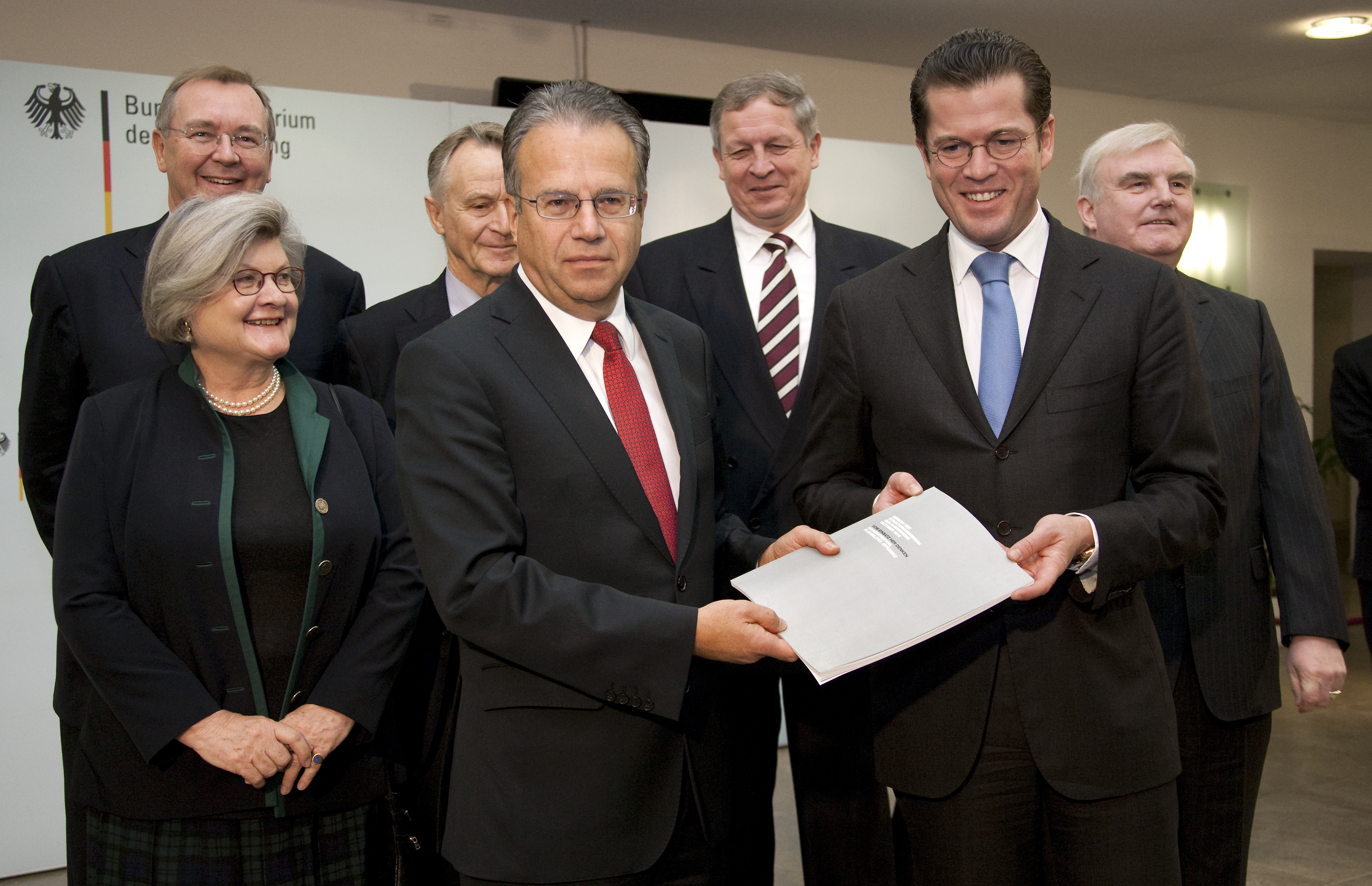
Übergabe des Berichtes der Strukturkommission an den Verteidigungsminister

Die Bundeswehr-Strukturkommission ist eine von Bundesverteidigungsminister Karl-Theodor zu Guttenberg am 12. April 2010 eingesetzte Kommission mit dem Ziel, aufgrund von Sparzwängen und Auftragswandel Vorschläge für eine grundlegende Strukturreform der Bundeswehr zu erarbeiten. Damit wurde eine Forderung des Koalitionsvertrages zwischen den Parteien der Schwarz-gelben Bundesregierung umgesetzt.
Die Kommission hat ihre Vorschläge am 26. Oktober 2010 an Minister Karl-Theodor zu Guttenberg übergeben.

## Inhalte des Kommissionsberichts
- Wehrpflicht: Die Kommission plädiert für die Aussetzung der Wehrpflicht. Der allgemeine Wehrdienst junger Männer sei „sicherheitspolitisch auf absehbare Zeit nicht mehr erforderlich“.
- Freiwilligendienst: Künftig soll es einen bis zu 23-monatigen Freiwilligendienst geben, der allen Erwachsenen für den Dienst der Allgemeinheit offensteht. Geplant ist auch ein „freiwilliger militärischer Dienst“, dessen Angehörige auch im Ausland eingesetzt werden können.
- Personalstärke: Der Umfang der Streitkräfte soll von derzeit 240.000 (Stand: Oktober 2010) auf „etwa 180.000 Soldatinnen und Soldaten“ verringert, das Zivilpersonal von derzeit 82.000 (Stand: Oktober 2010) auf etwa 50.000 Dienstposten reduziert werden.
- Bundesministerium der Verteidigung: Das Verteidigungsministerium – offizieller Hauptsitz derzeit noch Bonn – soll komplett nach Berlin verlagert werden. Geplant ist zudem, die Ministerialbürokratie von derzeit mehr als 3.000 Posten auf weniger als 1.500 zu verkleinern.[1]

## Mitglieder der Kommission
- Vorsitzender: Frank-Jürgen Weise (CDU, Vorstandsvorsitzender der Bundesagentur für Arbeit, Oberst d. R.)
- Hans Heinrich Driftmann (CDU, DIHK-Präsident, Oberst d. R.)
- Jürgen Kluge (ehemaliger Chef des deutschen Büros von McKinsey, Vorstandsvorsitzender der Duisburger Familienholding Haniel)
- Hedda von Wedel (CDU) (ehemalige Präsidentin des Bundesrechnungshofs, stellvertretende Vorsitzende von Transparency International Deutschland)
- Hans-Ulrich Klose (SPD) (Außen- und Sicherheitsexperte, 3/2010 – 1/2011 Koordinator für die deutsch-amerikanischen Beziehungen der Bundesregierung, Leutnant d. R.)
- General a. D. Karl-Heinz Lather (ehemaliger Chef des Stabes im NATO-Hauptquartier Europa (SHAPE))